# Aleksander Szwedek
Aleksander Jerzy Szwedek (ur. 18 kwietnia 1940 w Bydgoszczy) – polski filolog specjalizujący się w językoznawstwie angielskim, lingwistyce kognitywnej i analizie dyskursu. 

## Życiorys
W 1957 roku ukończył II Liceum Ogólnokształcące w Bydgoszczy i podjął studia na filologii angielskiej na Uniwersytecie Łódzkim. Po ukończeniu studiów w 1963 roku został zatrudniony w Instytucie Filologii Angielskiej Uniwersytetu Łódzkiego. W 1969 roku uzyskał stopień doktora nauk humanistycznych. W 1975 roku przeniósł się do Wyższej Szkoły Pedagogicznej w Bydgoszczy, w której zorganizował kierunek filologii angielskiej i był kierownikiem Zakładu Filologii Angielskiej do marca 1982, kiedy to Ministerstwo Nauki i Szkolnictwa Wyższego wstrzymało nabór na ten kierunek: w proteście, prof. Szwedek zrezygnował z kierownictwa. Stopień doktora habilitowanego nauk humanistycznych uzyskał w 1976 roku na Uniwersytecie Poznańskim na podstawie rozprawy A Contrastive Analysis of Reference in English and Polish. W latach 1976–1978 był dziekanem Wydziału Humanistycznego WSP. W 1981 r. został wybrany na przewodniczącego Komitetu Organizacyjnego „Solidarności” w WSP, a w okresie od października 1981 do marca 1982 był rektorem tej uczelni. Współpracował z Uniwersytetem Gdańskim (1978-1979) i Uniwersytetem Mikołaja Kopernika w Toruniu (1982-1983). W 1985 roku przeniósł się do UMK, gdzie zorganizował, i przez 17 lat kierował Katedrą Filologii Angielskiej. W tym czasie otrzymał tytuł profesora nadzwyczajnego (1988) i profesora zwyczajnego (1994) nauk humanistycznych. 
W 2005 przeniósł się do Uniwersytetu im. Adama Mickiewicza w Poznaniu, gdzie objął Katedrę Językoznawstwa Kognitywnego. Wykładał także w SWSPiZ (później Społeczna Akademia Nauk) w Łodzi (2005-2009) i Warszawie (2010-2019). W 2010 przeszedł na emeryturę. Od 2000 zajmuje się językoznawstwem kognitywnym, szczególnie relacją między strukturami mentalnymi (schematy wyobrażeniowe) a językiem. W ostatnich latach opublikował trzy przełomowe artykuły dotyczące schematów wyobrażeniowych (2018, 2019a i 2022).

## Wybrane publikacje
- A contrastive analysis of reference in English and Polish (1975)
- Word order, sentence stress and reference in English and Polish (1981)
- The non-arbitrary nature of word order in Polish: A cognitive reinterpretation (1994)
- (z Konradem Koernerem) Towards a History of Linguistics in Poland, Amsterdam, John Benjamins. ISBN 90-272-4591-6; ISBN 1-58811-177-6 (2001)
- Objectification: From Object Perception To Metaphor Creation. [w:] B. Lewandowska-Tomaszczyk & K. Turewicz (red.) Cognitive Linguistics To-day. Frankfurt am Main; Peter Lang. s. 159-175. (2002)
- Text linguistics versus Cognitive linguistics. Research in Language.  Vol. 1. Łódź: Uniwersytet Łódzki.  s. 81-94. (2003)
- Objectification: a new theory of metaphor. [w:] M. Thormählen English Now: Selected Papers from the 20th IAUPE Conference. Lund: Lund Studies in English. s. 308-317. (2008)
- The ultimate source domain. Review of Cognitive Linguistics 9.2. (2011)
- More evidence on the primacy of the noun over the verb. [w:] Z. Wąsik & P. Chruszczewski (red.) Languages in Contact 2011. Philologica Wratislaviensia: Acta et Studia. s. 213-223
- The nature of domains and the relationships between them in metaphorization. Review of Cognitive Linguistics.12:2; s. 342-374. (2014)
- (red. z dr Kingą Rudnicką-Szozdą). Cognitive Linguistics in the Making. Peter Lang. (2014)
- Semantic pathology and given/new information, Pod pretekstem słów. Księga jubileuszowa dla Profesora Wojciecha Kubińskiego. [w:] Paul Gorszczyńska i Wioleta Karwacka (red). s. 44–58 Gdańsk. (2016). ISBN 978-83-942810-1-4
- Pierwotna podstawa doświadczeniowa metaforyzacji. Półrocznik Językoznawczy Tertium. Tertium Linguistic Journal 2 (1). s. 1–13. (2017)
- When do nouns control sentence stress placement?. Academic Journal of Modern Philology. Vol. 6. s. 145-176. Wrocław: PWN i WSF. (2017)
- The OBJECT Image Schema. [w:] P. Żywiczyński, M. Sibierska, W. Skrzypczak (red.). Beyond Diversity: The Past and the Future of English Studies. Berlin: Peter Lang, s. 57-89. (2018) ISBN 978-3-631-74450-5.
- The image schema: a definition. Styles of Communication 11/1; s. 9-30. (2019a)
- Complex image schemas. Tertium Linguistic Journal 4 (1); s. 1-11 (2019b)
- Thematic Roles in Image schemas. A missing link between mind and language. Cognitive Linguistics 8/1: s. 141–157 (2022)
- A Cognitive Study of FORCE image schemas. Theoria et Historia Scientarum. vol. XIX: Nicolaus Copernicus University. 7-33 (2022).
- Thematic Roles in Image Schemas. Part 2. A Missing Link from Reality to Mind. The Academic Journal of Modern Philology. Vol. 19. 345–359 (2023).
- The Image Schema. [w:] Thomas Li (red.). A Handbook of Cognitive Semantics. Ch. 23. 389-408. Leiden: Brill (2023).